# Mesochorus noctivagus
Mesochorus noctivagus là một loài tò vò trong họ Ichneumonidae.